# Roudoudou
Roudoudou, bürgerlich Laurent Étienne (* 1963), ist ein französischer DJ der Elektronischen Musik.
Étienne ist seit den frühen 1980er-Jahren musikalisch aktiv. Sein Musikstil umfasst Elemente von Funk, Disco, Dub, House und Breakbeat.

## Diskografie

### Alben
- 1998: Tout l'Univers : Listener's Digest (Delabel)
- 2001: Just a Place in the Sun (Delabel)
- 2003: Just a Place in Dub (Delabel)
- 2006: Original Soundcrack : The Rise and Fall of the Record Empire (Number 9 Records)

### Compilations
- 2000: La Bostella (Film-Soundtrack, Virgin France S.A.)
- 2007: Boutique Chic: Maison Close

### Singles
- 1997: Funky Monkey / Peace And Tranquility To Earth (Delabel)
- 1998: Le Track Dub / World Of Illusion (Delabel)
- 1999: Peace And Tranquility To Earth (Delabel)
- 2003: Peace, Dub And Tranquility (Delabel)
- 2003: Just A Place In Dub (Delabel)